# Liste der FFH-Gebiete in den Pays de la Loire

Logo der Region Pays de la Loire

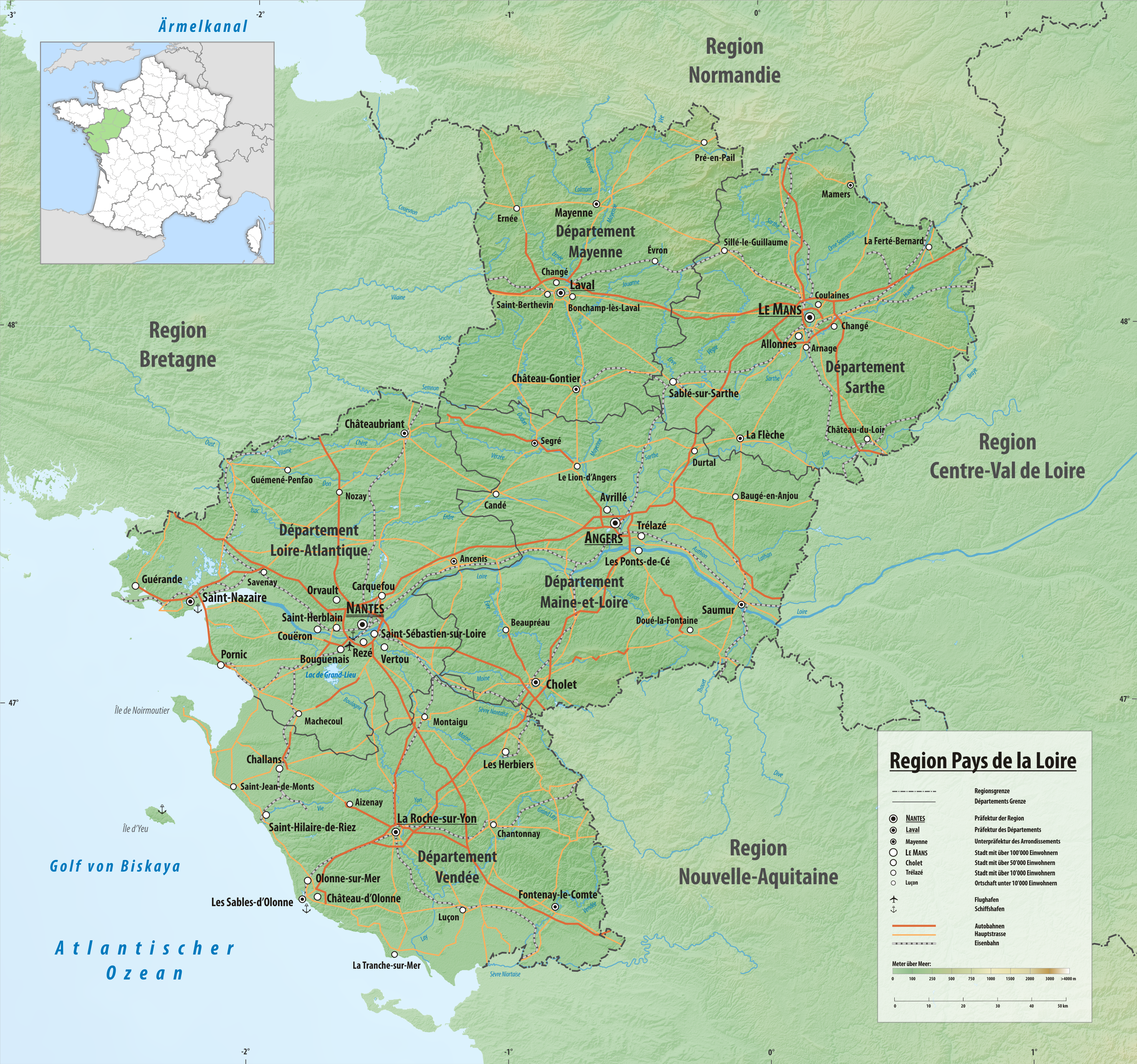
Karte der Pays de la Loire

Die folgende Liste enthält alle 47 Fauna-Flora-Habitat-Gebiete in der französischen Region Pays de la Loire. Die Gebiete sind Bestandteil des europäischen Schutzgebietsnetzes Natura 2000.

## Hinweise zu den Angaben in der Tabelle
- Gebietsname: Amtliche Bezeichnung des Schutzgebiets
- Datei/Commons: Datei und Link zu weiteren Dateien aus dem Schutzgebiet
- EEA-ID: Link zum Schutzgebiet in der Datenbank der European Environment Agency (EEA)
- WDPA-ID: Link zum Schutzgebiet in der World Database on Protected Areas
- Fläche: Gesamtfläche des Schutzgebiets in Hektar
- Bemerkungen: Besonderheiten und Anmerkung

## Tabelle
| Gebietsname                                                                     | Datei/Commons | EEA-ID    | WDPA-ID | Fläche ha | Koordinaten | Bemerkungen |
| ------------------------------------------------------------------------------- | ------------- | --------- | ------- | --------- | ----------- | ----------- |
| Estuaire de la Loire                                                            |               | FR5200621 |         | 21.726    | ⊙           |             |
| Vallée de la Loire de Nantes aux Ponts-de-Cé et ses annexes                     |               | FR5200622 |         | 16.522    | ⊙           |             |
| Grande Brière et marais de Donges                                               |               | FR5200623 |         | 16.842    | ⊙           |             |
| Marais de l'Erdre                                                               |               | FR5200624 |         | 2.561     | ⊙           |             |
| Lac de Grand-Lieu                                                               |               | FR5200625 |         | 6.292     | ⊙           |             |
| Marais du Mès, baie et dunes de Pont-Mahé, étang du Pont de Fer 1               |               | FR5200626 |         | 2.688     | ⊙           |             |
| Marais salants de Guérande, traicts du Croisic et dunes de Pen-Bron             |               | FR5200627 |         | 4.376     | ⊙           |             |
| Forêt, étang de Vioreau et étang de la Provostière                              |               | FR5200628 |         | 281       | ⊙           |             |
| Vallée de la Loire des Ponts-de-Cé à Montsoreau                                 |               | FR5200629 |         | 9.400     | ⊙           |             |
| Basses vallées angevines, aval de la rivière Mayenne et prairies de la Baumette |               | FR5200630 |         | 9.210     | ⊙           |             |
| Cavités souterraines le Buisson et la Seigneurerie (Chemellier)                 |               | FR5200633 |         | 10        | ⊙           |             |
| Cavités souterraines de l'Hôtel Hervé                                           |               | FR5200634 |         | 6         | ⊙           |             |
| Cavité souterraine de la Poinsonnière (Vieil Baugé)                             |               | FR5200635 |         | 4         | ⊙           |             |
| Cave Prieur et cave du Château (Cunault)                                        |               | FR5200636 |         | 6         | ⊙           |             |
| Vallée de l'Erve en aval de Saint-Pierre-sur-Erve                               |               | FR5200639 |         | 342       | ⊙           |             |
| Forêt de Multonne, corniche de Pail                                             |               | FR5200640 |         | 825       | ⊙           |             |
| Vallée du Rutin, coteau de Chaumiton, étang de Saosnes et forêt de Perseigne    |               | FR5200645 |         | 713       | ⊙           |             |
| Alpes Mancelles                                                                 |               | FR5200646 |         | 1.190     | ⊙           |             |
| Vallée du Narais, forêt de Bercé et ruisseau du Dinan                           |               | FR5200647 |         | 4.592     | ⊙           |             |
| Massif forestier de Vibraye                                                     |               | FR5200648 |         | 269       | ⊙           |             |
| Vallée du Loir de Vaas à Bazouges                                               |               | FR5200649 |         | 4.237     | ⊙           |             |
| Forêt de Sillé                                                                  |               | FR5200650 |         | 704       | ⊙           |             |
| Carrières souterraines de la Volonière                                          |               | FR5200651 |         | 1,5       | ⊙           |             |
| Carrières souterraines de Vouvray-sur-Huisne                                    |               | FR5200652 |         | 10,38     | ⊙           |             |
| Marais Breton, baie de Bourgneuf, île de Noirmoutier et forêt de Monts          |               | FR5200653 |         | 52.337    | ⊙           |             |
| Côtes rocheuses, dunes, landes et marais de l'île d'Yeu                         |               | FR5200654 |         | 1.350     | ⊙           |             |
| Dunes de la Sauzaie et marais du Jaunay                                         |               | FR5200655 |         | 1.138     | ⊙           |             |
| Dunes, forêt et marais d'Olonne                                                 |               | FR5200656 |         | 2.884     | ⊙           |             |
| Marais de Talmont et zones littorales entre les Sables-d'Olonne et Jard-sur-Mer |               | FR5200657 |         | 2.010     | ⊙           |             |
| Forêt de Mervent-Vouvant et ses abords                                          |               | FR5200658 |         | 495       | ⊙           |             |
| Marais Poitevin                                                                 |               | FR5200659 |         | 47.745    | ⊙           |             |
| La cave Billard (Puy Notre Dame)                                                |               | FR5202001 |         | 0,02      | ⊙           |             |
| Cavités à chiroptères de Saint-Michel-le-Cloucq et Pissotte                     |               | FR5202002 |         | 6,56      | ⊙           |             |
| Bocage à Osmoderma eremita entre Sillé-le-Guillaume et la Grande-Charnie        |               | FR5202003 |         | 13.749    | ⊙           |             |
| Bocage à Osmoderma eremita au nord de la forêt de Perseigne                     |               | FR5202004 |         | 6.236     | ⊙           |             |
| Châtaigneraies à Osmoderma eremita au sud du Mans                               |               | FR5202005 |         | 4.642     | ⊙           |             |
| Bocage de la forêt de la Monnaie à Javron-les-Chapelles                         |               | FR5202006 |         | 6.451     | ⊙           |             |
| Bocage de Montsûrs à la forêt de Sillé-le-Guillaume                             |               | FR5202007 |         | 10.245    | ⊙           |             |
| Marais de Goulaine                                                              |               | FR5202009 |         | 1.514     | ⊙           |             |
| Plateau du Four                                                                 |               | FR5202010 |         | 4.208     | ⊙           |             |
| Estuaire de la Loire Nord                                                       |               | FR5202011 |         | 30.714    | ⊙           |             |
| Estuaire de la Loire Sud - Baie de Bourgneuf                                    |               | FR5202012 |         | 49.441    | ⊙           |             |
| Plateau rocheux de l'île d'Yeu                                                  |               | FR5202013 |         | 11.998    | ⊙           |             |
| Mers Celtiques - Talus du golfe de Gascogne 2                                   |               | FR5302015 |         | 5.899.544 | ⊙           |             |
| Récifs du talus du golfe de Gascogne 2                                          |               | FR5302016 |         | 333.952   | ⊙           |             |
| Pertuis Charentais 3                                                            |               | FR5400469 |         | 456.027   | ⊙           |             |
| Plateau de Rochebonne 3                                                         |               | FR5402012 |         | 18.775    | ⊙           |             |